# ISATAP
ISATAP (Intra-Site Automatic Tunnel Addressing Protocol) ist ein IPv6-Übergangsmechanismus für die Übertragung von IPv6-Datenpaketen zwischen Dual-Stack-Knoten, die über ein IPv4-Netzwerk verbunden sind. Bei dieser von Cisco und Microsoft entwickelten Variante des 6to4-Mechanismus wird ein automatischer Tunnel aufgebaut, wobei das IPv4-Netzwerk aus Sicht von IPv6 als link layer (Sicherungsschicht im OSI-Modell) verwendet wird.
Die IPv6-Adresse wird aus der lokalen IPv4-Adresse gebildet.
Der Mechanismus wurde in RFC 5214 standardisiert.

## Funktionsweise
Bei ISATAP ist die IPv4-Adresse in der Interface ID der IPv6-Adresse enthalten. Hierfür wird pro IPv4-Host eine „/128-Adresse“ aus dem normalen Unicast-Adressbereich des eigenen Providers vergeben.
Zur Generierung der Adresse dient folgender Algorithmus:
<ISATAP-Präfix/64>:0000:5EFE:<ipv4-Adresse>
Beispiel:
Aus der IPv4-Adresse: 91.198.174.225
leitet sich unter dem gegebenen Präfix: 2001:4CA0:0:FE00::/64
folgende ISATAP-Adresse ab:
2001:4CA0:0:FE00:0:5EFE:91.198.174.225 bzw.
2001:4CA0:0:FE00:0:5EFE:5BC6:AEE1

## Implementierung von ISATAP
ISATAP ist implementiert in Microsoft Windows XP, Windows Vista, Windows 7, Windows 8, Windows 10, Windows Server 2008, Windows Server 2012, Windows Mobile, Linux und in einigen Versionen von Cisco IOS. Unter Linux wird zusätzlich das Userspace-Programm isatapd benötigt.

## Spezifikation
- RFC: <a href='https://datatracker.ietf.org/doc/html/rfc5214' class='extiw' title='rfc:5214'>5214</a> – Intra-Site Automatic Tunnel Addressing Protocol (ISATAP). (englisch).